# Berliet VDB
Unter der Typenbezeichnung Berliet VDB und Berliet VDBC wurden vom französischen Kraftfahrzeughersteller Berliet in Lyon 1933 bis 1936 LKW mit 3 – 3,5 Tonnen Nutzlast gebaut.

## Technik und Geschichte
Das Grundmodell Berliet VDB erschien im Laufe des Jahres 1933 mit mehreren Motoren, der weiterentwickelte Berliet VDBC (mit einigen kleineren Änderungen) im Laufe des Jahres 1934. Beide begründeten den Anfang einer Reihe von Lkw der 3,5-Tonnen-Klasse, die sich über den Berliet VDC (ab 1935), den Berliet VDCB (ab 1936), den nur beim Militär verwendeten Berliet VDCT (1936–37) und den Berliet VDCN (1938–40) bis zum Berliet VDCA (1940–44) erstreckte. Im Übrigen unterschieden sich die Varianten des Berliet VDB nur durch die eingebauten Motoren (und die dadurch verursachten Gewichtsdifferenzen). Hierbei erhielten die Varianten mit Dieselmotoren (VDB4, VDB6) Bezeichnungen, die sich auf die ungefähre Größe des Hubraums in Litern bezogen, die Bezeichnungen der Varianten mit Ottomotoren bezogen sich auf die Einstufungen in Steuer-PS.
| Typ    | Betriebserl. | Motor | Zyl. | Bohrg. | Hub   | Hubr. | /min | CV    | PS    | Chassis | max. | Bem.,  |
|        | Mon./Jahr    | Typ   | Zahl | mm     | mm    | cm³   | max  | fisc. | reell | kg      | kg   | Quelle |
| ------ | ------------ | ----- | ---- | ------ | ----- | ----- | ---- | ----- | ----- | ------- | ---- | ------ |
| VDB4   | 2.1933       | MDG   | 4    | 100    | 140   | 4398  | 1800 | 12    |       | 2380    | 6200 | [ 2 ]  |
| VDBC4  | 11.1934      | MDG   | 4    | 100    | 140   | 4398  | 1800 | 12    |       | 2350    | 7100 | [ 3 ]  |
| VDB6   | 8.1933       | MDF   | 4    | 110    | 150   | 5702  | 1800 | 15    |       | 2450    | 6400 | [ 4 ]  |
| VDBC6  | 2.1934       | MDF   | 4    | 110    | 150   | 5702  | 1800 | 15    |       | 2750    | 7200 | [ 5 ]  |
| VDB13  | 6.1933       | MKX19 | 4    | 90     | 130   | 3308  | 2200 | 13    |       | 2300    | 6200 | [ 6 ]  |
| VDBC13 | 2.1934       | MKX19 | 4    | 90     | 130   | 3308  | 2200 | 13    |       | 2600    | 7000 | [ 7 ]  |
| VDBC16 | 4.1935       | MKO   | 4    | 100    | 130   | 4084  | 2000 | 16    |       | 2350    | 6100 | [ 8 ]  |
| VDBC17 | 3.1934       | MKL   | 4    | 100    | 140   | 4398  | 2200 | 17    |       | 2480    | 7100 | [ 9 ]  |
| VDBC22 | 5.1934       | MKB   | 4    | 110    | 154,8 | 5884  | 2000 | 22    |       | 2480    | 7100 | [ 10 ] |

### Stückzahlen
Es gab von den hier behandelten Typen folgende Stückzahlen:
| Typ           | 1933 | 1934 | 1935 | 1936 | Summe |
| ------------- | ---- | ---- | ---- | ---- | ----- |
| VDB4, VDBC4   | 157  | 5    | 15   | 0    | 177   |
| VDB6          | 43   | 157  |      | 5    | 205   |
| VDBC6         | 0    | 103  | 255  | 0    | 358   |
| VDB13, VDBC13 | 0    | 0    | 0    | 0    | 0     |
| VDBC16        | 125  | 242  | 125  | 16   | 508   |
| VDBC17        | 0    | 32   | 7    | 0    | 39    |
| VDBC22        | 0    | 0    | 0    | 0    | 0     |
| Summe         | 325  | 539  | 402  | 21   | 1287  |

Nicht in obigen Zahlen eingeschlossen sind offenbar die Lieferungen an die französische Armee ab 1934:
- ein VDB4 und ein VDB6 (zur Instruktion von Fahrern, die im Kriegsfalle beschlagnahmte Berliet-Diesel-Typen fahren sollten),
- 123 Stück des Typs Berliet VDBC17, diese allerdings nicht mit dem Motor des Typs MKL, sondern mit dem Motor MKO (Bohrung × Hub 100 × 130 mm, 4084 cm³ Hubraum)
- 15 Berliet VDBC22 für die Truppen in der Levante (Syrien und Libanon)[12].

### Originalquellen
Eine Publikation, in der alle vor 1945 gebauten Berliet-Typen individuell abgehandelt wären, gibt es nicht. Neben der unten erwähnten Literatur wurde auf folgende in der Fondation Berliet verwahrte Originalunterlagen zurückgegriffen:
- "Fiches des Mines": Es handelt sich um die Unterlagen zur Erteilung einer allgemeinen Betriebserlaubnis, hierfür ist in Frankreich der "Inspecteur des mines" sachlich zuständig. Diese Unterlagen sind chronologisch geordnet und nummeriert. Nicht zu jedem Typ bzw. Variante gibt es entsprechende Unterlagen, teils, weil sie wohl als Untervarianten eines Typs verstanden wurden, für den eine gesonderte Erlaubnis nicht erforderlich war, teils wohl, weil diese Unterlagen im Laufe der letzten 100 Jahre verlorengegangen sind. Bei Militärtypen gibt es Hinweise, dass eine Betriebserlaubnis direkt durch militärische Dienststellen erfolgte, was entsprechende "fiches des mines" überflüssig machte. Die Quellenbezeichnung lautet: "Fiches No...."
- "Etat des véhicules utilitaires et autobus declares aux mines depuis 1920", eine 15-seitige Zusammenstellung vom 1. Dezember 1941, enthält insbesondere die reservierten Chassisnummernbänder, die jedoch vielfach nicht vollständig ausgeschöpft wurden, einige Typen bzw. Varianten werden nicht erwähnt, Quellenbezeichnung lautet: "Etat S..."
- "Nombre de véhicules construits de 1930 à 1942", siebenseitige Zusammenstellung der zwischen 1930 und 1942 gebauten Stückzahlen an Nutzfahrzeugen, erstellt wohl 1943, erste Seite teilweise irreparabel verderbt, teilweise werden mehrere Typen bzw. Varianten zusammengefasst, Quellenbezeichnung lautet: "Nombre S...."

### Sonstige Literatur
- Monique Chapelle: Berliet. 1. Auflage. EMCE, Saint-Chamond 2016, ISBN 978-2-35740-049-8.
- Christophe Puvilland: Berliet 1905–1978, toute la gamme omnibus, autocars, autobus et trolleybus. 1. Auflage. histoire&collections, Paris 2008, ISBN 978-2-35250-059-9.
- François Vauvillier: Tous les Berliet militaires 1914–1940, vol.1: les camions. histoire&collections, Paris 2019, ISBN 978-2-35250-496-2.